# Rudolf Friml
Rudolf Friml, né le 7 décembre 1879 à Prague et mort le 12 novembre 1972  à Los Angeles, est un compositeur d'opérettes, de comédies musicales, de chansons et de pièces pour piano. Après une formation musicale et une brève carrière d'interprète dans sa Prague natale, Friml s'installe aux États-Unis, où il mène une carrière de compositeur. Ses œuvres les plus connues sont Rose-Marie et The Vagabond King, qui ont obtenu de grands succès à Broadway et à Londres et ont été adaptées pour le cinéma.

## Biographie

### Jeunesse
Né à Prague, à l'époque partie dans l'Empire austro-hongrois, Rudolf Friml a montré très tôt des aptitudes musicales. Il entre au Conservatoire de Prague en 1895, où il étudie le piano et la composition avec Antonín Dvořák. Friml est expulsé du conservatoire en 1901 pour s'être produit sans autorisation. À Prague, et plus tard en Amérique, il compose et publie entre autres des chansons et des pièces, mais aussi un recueil primé de chansons, Pisne Zavisovy. La dernière d'entre elles, Za tichych noci, sera plus tard la base pour un film célèbre dans la Tchécoslovaquie occupée par les nazis (1941).
Après le conservatoire, Friml devient l'accompagnateur du violoniste Jan Kubelík. Il part en tournée avec Kubelík deux fois aux États-Unis (1901-1902 et 1904) et il s'y installe définitivement en 1906, apparemment avec le soutien de la chanteuse tchèque Emmy Destinn. Son premier poste à New York est répétiteur au Metropolitan Opera. Il fait ses débuts américains comme pianiste à Carnegie Hall en 1904. Il crée son Concerto pour piano en si bémol majeur en 1906 avec le New York Philharmonic sous la direction de Walter Damrosch. Il s'installe un certain temps à Los Angeles où il épouse Mathilde Baruch (1909). Ils ont deux enfants, Charles Rudolf Jr.(1910) et Marie Lucille (1911). Il épouse en secondes noces Blanche Betters, une actrice qui figurait dans le chœur de Katinka, comédie musicale de Friml. Sa troisième épouse est l'actrice Elsie Lawson, qui a joué le rôle de la femme de chambre dans Glorianna, de qui il a un fils, William). Enfin, il se marie avec Kay Wong Ling. Les trois premiers mariages se sont terminés par un divorce.

### The flireflyet ses premières opérettes
Une des formes théâtrales les plus populaires dans les premières décennies du XXe siècle en Amérique est l'opérette dont le compositeur d'origine irlandaise, Victor Herbert, a acquis une notoriété sans précédent. En 1912, on annonce que la célèbre diva Emma Trentini serait la vedette, à Broadway d'une nouvelle opérette, The Firefly, composée par Herbert sur un livret d'Otto Harbach. Trentini refuse de chanter en rappel Street Italian Song. Herbert furieux claque la porte de la fosse d'orchestre et refuse de poursuivre le travail avec Trentini.
Arthur Hammerstein, commanditaire de l'opérette, commence à chercher frénétiquement un autre compositeur. Ne trouvant aucun autre compositeur de théâtre qui pourrait comme Herbert, Hammerstein fait appel à Rudolf Friml, alors très peu connu, en raison de sa formation classique. Après un mois de travail, Friml termine la partition de ce qui sera son premier succès théâtral. Après une période d'essai à Syracuse (New York), The Firefly est créé au Lyric Theatre le 2 décembre 1912. L'opérette reçoit un accueil chaleureux à la fois du public et des critiques. La production déménage au Casino Theatre après Noël. Jusqu'au 15 mars 1913, on compte un total de 120 représentations. Après The Firefly, Friml compose trois opérettes dont le nombreuses de représentations surpasse The Firefly, même si elles n'obtiennent pas le même succès. Il s'agit de High Jinks (1913), Katinka (1915) et You're in Love (1917). Il a également contribué avec quelques chansons à une comédie musicale de 1915, The Peasant Girl.
Emma Trentini est « co-défendeur » dans le divorce de Friml avec sa première épouse en 1915, sur preuve d'une liaison entre eux.

### Ses grands succès
Friml écrit ses opérettes les plus célèbres dans les années 1920. En 1924, il compose Rose-Marie. Cette opérette est une collaboration avec les paroliers Oscar Hammerstein II et Otto Harbach et le compositeur Herbert Stothart. Elle reçoit un accueil triomphal dans le monde entier, et quelques-unes des chansons sont devenues d'immenses succès : The Mounties et Indian Love Call. L'introduction d'un meurtre dans l'intrigue est une innovation dans les opérettes et comédies musicales de l'époque.
Le succès de Rose-Marie est suivi de ceux de deux autres opérettes : The Vagabond King en 1925, sur des paroles de Brian Hooker et William H. Poster et Les Trois Mousquetaires en 1928, sur des paroles de Pelham Grenville Wodehouse et Clifford Grey, d'après le célèbre roman de cape et d'épée d'Alexandre Dumas. En outre, Friml a contribué aux Ziegfeld Follies de 1921 et de 1923.
Friml a écrit la musique de nombreux films dans les années 1930, reprenant souvent des chansons adaptées d’œuvres antérieures. The Vagabond King, Rose-Marie et The flirefly ont été adaptés au cinéma. Curieusement, sa version de l'opérette Les Trois Mousquetaires n'a jamais été filmée. En 1930, il écrit une nouvelle partition pour le cinéma, The Lottery Bride. Comme son contemporain, Ivor Novello, Friml a parfois été ridiculisé pour la nature sentimentale et superficielle de ses compositions. On a critiqué le style un peu vieillot et sentimental de ses œuvres. Sa dernière contribution au cinéma est Music Hath Charms en 1934. Durant les années 1930, la musique de Friml passe de mode à Broadway et à Hollywood.

### Dernières années et postérité
Plutôt que de se conformer au goût populaire, Friml décide d'effectuer des récitals de piano et de composer de la musique "sérieuse", ce qu'il a fait dans ses années 1890. Il compose également la musique du film Northwest Outpost (1947), avec Nelson Eddy et Ilona Massey. Quelques productions sont reprises à Broadway : The Vagabond King et Les Trois Mousquetaires en 1980. Sa musique pour piano est encore au répertoire, de même que « The Donkey Serenade », tirée de la version cinématographique de The Firefly, « The Mounties » et « Indian Love Call », mais souvent dans des parodies romantiques ou des situations comiques.
Dans un numéro de novembre 1939, le magazine Time, Friml a affirmé que Victor Herbert avait communiqué avec lui grâce à une planche Ouija, lors d'une séance de spiritisme. Herbert lui aurait dit : « Jouez cinq notes ». Après les avoir jouées, Herbert aurait répondu : « Tout à fait charmant ».
En 1967, Friml se produit dans un concert exceptionnel au Théâtre Curran de San Francisco. Comme il l'a souvent fait dans ses concerts, il commence par une improvisation, puis joue des arrangements de ses propres compositions ainsi que des musiciens qui l'avaient influencé. Il interprète même l' Humoresque de Dvořák, en hommage à son professeur. Il apparaît également dans le programme de télévision de Lawrence Welk. Il est cité dans le Songwriters Hall of Fame.
Ses deux fils sont également connus comme musiciens. Rudolf Jr. a dirigé un big band dans les années 1930 et 40, et William, fils de son troisième mariage, est un compositeur et arrangeur à Hollywood. En 1969, le poète Ogden Nash lui rend hommage à l'occasion de son 90e anniversaire dans un couplet qui finit ainsi : « J'ai confiance en votre conclusion et la mienne est similaire : le monde serait plus heureux s'il s'agissait de celui de Friml ». De même, le compositeur satirique Tom Lehrer fait référence à Friml dans son premier album, Songs by Tom Lehrer (1953). La chanson The Wiener Schnitzel Waltz contient les paroles : « Tes lèvres sont comme le vin (si vous me pardonnez la comparaison ) / La musique était belle, et très Rudolf Frimlienne. »
Friml est mort à Los Angeles en 1972 et est enterré dans la pelouse d'honneur du Forest Lawn Memorial Park à Glendale (Californie). Le 18 août 2007, un avis nécrologique dans le San Francisco Chronicle rapporte que Kay Wong Ling (née le 16 mars 1913), la dernière épouse de Friml, est décédée le 9 août 2007 et est enterrée à ses côtés.

## Œuvres
| - Pisne Zavisovy (1906) and other songs - The Firefly (opérette) (1912) - High Jinks (1913) - Katinka (opérette) (1915) - The Peasant Girl (1915) comme contributeur - You're in Love (1917) - Kitty Darlin' (1917) - Sometime (1918) - Glorianna (1918) - Tumble In (1919) - June Love (1921) - Ziegfeld Follies of 1921 comme contributeur | - Cinders (1923) - Ziegfeld Follies of 1923 comme contributeur - Rose-Marie (1924) - The Vagabond King (1925) - Ziegfeld's Revue No Foolin (1926) - The Wild Rose (1926) - White Eagle (1927) - The Three Musketeers (comédie musicale) (1928) - The Lottery Bride (1930 film) - Luana (1930) - Music Hath Charms (1934) - Northwest Outpost (1947 film) |

Ses œuvres les plus connues sont Rose-Marie  (1924), avec le chant Indian Love Call (1924) et Le Roi Vagabond (1925), qui eurent un grand succès à Broadway et à Londres et furent adaptées pour le cinéma (Rose-Marie, 1928). Alice Nielsen, chante dans la comédie musicale Kitty Darlin' à Broadway(1917).
Slim Whitman interprète Indian Love Call dans le film de Tim Burton, Mars Attacks!.